# Bushmills
Bushmills (irisch: Muileann na Buaise) ist ein Ort in der historischen Grafschaft Antrim in Nordirland und hat etwa 1300 Einwohner. Der Ort gehörte zum aufgelösten District Moyle und gehört seit 2015 zum District Causeway Coast and Glens.
Er ist bekannt durch die Old Bushmills, eine der ältesten Whiskeybrennereien der Welt, die 1743 erstmals erwähnt und 1784 offiziell gegründet wurde. Das von der Brennerei verwendete Gründungsdatum 1608 bezieht sich lediglich auf die erste Ausgabe einer Lizenz im County Antrim. Daher kann auch die 1757 lizenzierte Locke’s Distillery in Kilbeggan Anspruch auf den Titel der ältesten Brennerei erheben.
Die von den Irish Distillers vertriebene Marke Bushmills von The Old Bushmills Distillery Co. umfasst Blend und Malt Whiskeys.
Bushmills liegt nahe der Nordküste an der Küstenstraße A2 zwischen Portrush und Ballycastle. Von Belfast sind es 95 km, von Ballycastle 10, von Coleraine 15 km. Der Ort hatte beim Census 2002 1319 Einwohner und gehört zum Bezirk Moyle. Ausflugsziele östlich des Ortes sind die bekannte Brücke von Carrick-a-Rede, das Dunluce Castle und der Giant’s Causeway. Südwestlich liegt das Wedge Tomb von Beardiville (auch Gigmagog's Grave genannt).